# رودولف جی واگنر
رودولف جی واگنر (انگلیسی: Rudolf G. Wagner; ۳ نوامبر ۱۹۴۱ – ۲۵ اکتبر ۲۰۱۹) مترجم، چین‌شناس و استاد ارشد گروه مطالعات چین در دانشگاه هایدلبرگ اهل آلمان بود.

## رندگی
واگنر بین سالهای ۱۹۶۲ و ۱۹۶۹ در سینما، مطالعات ژاپنی، علوم سیاسی و فلسفه در بون، هایدلبرگ، پاریس و مونیخ مشغول به تحصیل بود. او از سال ۱۹۷۲ به بعد، به مدت ۵ سال استادیار ساینولوژی در دانشگاه برلین بود. او همچنین به عنوان روزنامه‌نگار آزاد برای رادیو Sender Freies Berlin کار کرد. از سال ۱۹۷۳–۱۹۸۱، وی سردبیر مجله «بفرهیونگ» بود.
در سال ۱۹۸۷، واگنر ریاست سینولوژی را در دانشگاه هایدلبرگ پذیرفت. وی در آکادمی علوم اجتماعی پکن در چین مشغول به کار بود و استاد مهمان در دانشگاه هاروارد بود. در سال ۱۹۹۳، او بالاترین جایزه دانشگاهی آلمان، جایزه گوتفرید ویلهلم لایبنیتس از بنیاد تحقیقات آلمان را دریافت کرد.